# Genaro Rossi
Genaro Ariel Rossi (Rosario, 7 febbraio 2002) è un calciatore argentino, attaccante del Colón (SF) in prestito dal Newell's Old Boys.

## Caratteristiche tecniche
Inizialmente centrocampista, nel settore giovanile del Newell's Old Boys è stato avanzato al ruolo di centravanti.

## Carriera
Rossi è cresciuto nel settore giovanile del Newell's Old Boys, con cui ha debuttato il 28 aprile 2022 nell'incontro di Copa de la Liga Profesional perso 2-1 contro il San Lorenzo. La settimane successiva ha segnato il suo primo gol nell'incontro di Copa Argentina vinto 3-1 contro il Ituzaingó ed il 3 giugno ha firmato il suo primo contratto professionistico.
Il 5 febbraio 2024 è stato ceduto in prestito per una stagione al Chaco For Ever.

## Statistiche

### Presenze e reti nei club
Statistiche aggiornate al 3 aprile 2024.
| Stagione        | Squadra           | Campionato      | Campionato | Campionato | Coppe nazionali | Coppe nazionali | Coppe nazionali | Coppe continentali | Coppe continentali | Coppe continentali | Altre coppe | Altre coppe | Altre coppe | Totale | Totale | Totale |
| Stagione        | Squadra           | Comp            | Pres       | Reti       | Comp            | Pres            | Reti            | Comp               | Pres               | Reti               | Comp        | Pres        | Reti        | Pres   | Reti   |        |
| --------------- | ----------------- | --------------- | ---------- | ---------- | --------------- | --------------- | --------------- | ------------------ | ------------------ | ------------------ | ----------- | ----------- | ----------- | ------ | ------ | ------ |
| 2022            | Newell's Old Boys | PD              | 15         | 0          | CA+CdL          | 3+2             | 1+0             |                    | -                  | -                  |             | -           | -           | 20     | 1      |        |
| 2023            | Newell's Old Boys | PD              | 1          | 0          | CA+CdL          | 0+2             | 0               |                    | -                  | -                  |             | -           | -           | 3      | 0      |        |
| 2024            | Chaco For Ever    | PBN             | 8          | 1          | CA              | 0               | 0               |                    | -                  | -                  |             | -           | -           | 8      | 1      |        |
| Totale carriera | Totale carriera   | Totale carriera | 24         | 1          |                 | 7               | 1               |                    | -                  | -                  |             | -           | -           | 31     | 2      |        |